# 1613 en arts plastiques
| Années des arts plastiques : 1610 - 1611 - 1612 - 1613 - 1614 - 1615 - 1616    |
| Décennies des arts plastiques : 1580 - 1590 - 1600 - 1610 - 1620 - 1630 - 1640 |

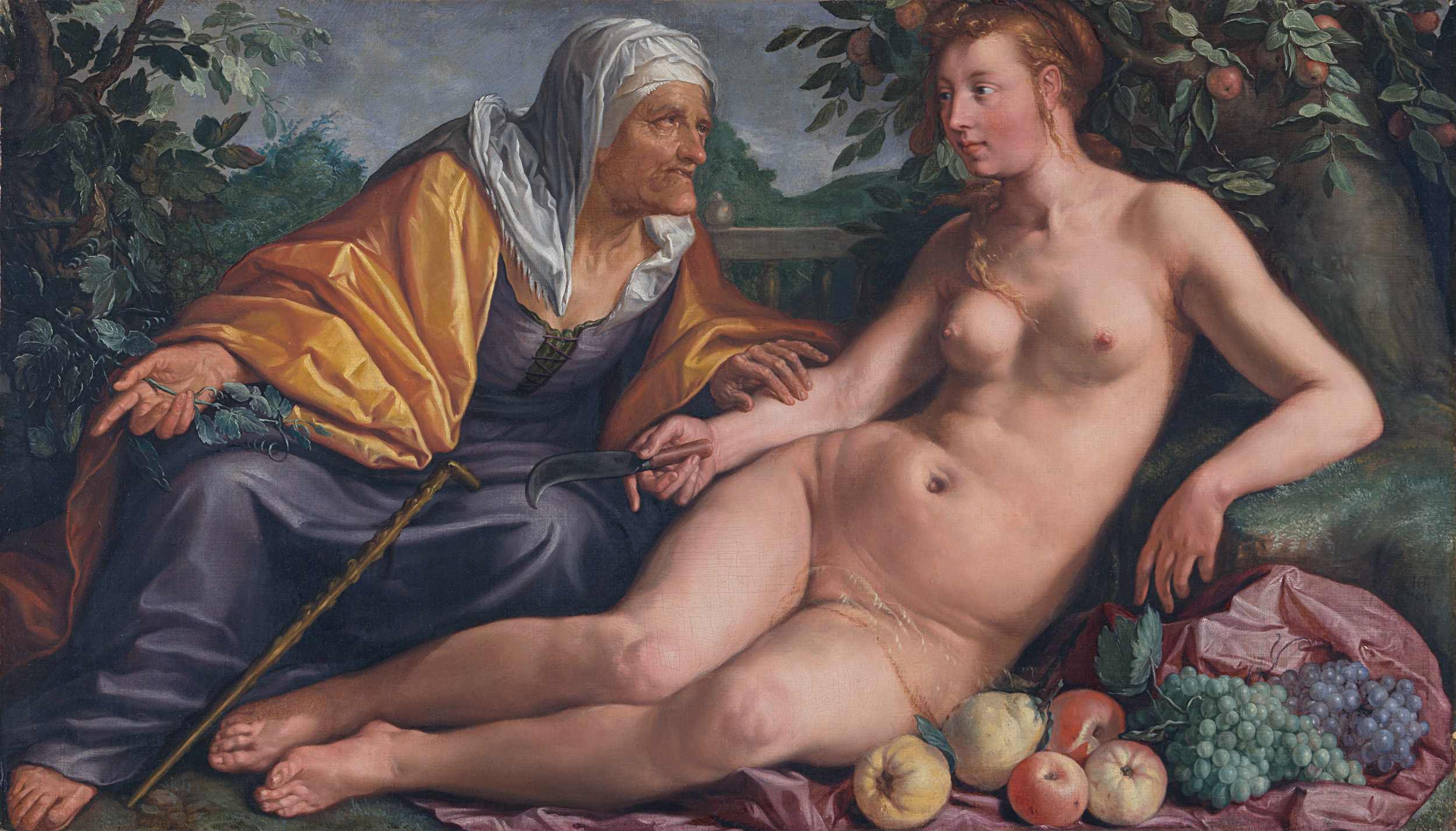
Vertumnus et Pomona, toile d'Hendrik Goltzius.

Cette page concerne l'année 1613 en arts plastiques.

## Naissances
- 6 janvier : Reynaud Levieux, peintre français († 17 mars 1699),
- 10 décembre : Isaak Van Oosten, peintre  belge († décembre 1661),
- ? :
  - Pier Martire Armani, peintre baroque italien († 1669),
  - Jonas Suyderhoef, graveur néerlandais († 1686).

## Décès
- 9 mars : Giovanni Battista Bassano, peintre maniériste italien (° 4 mars 1553),
- 13 mars : Giovanni Battista Caccini, sculpteur et architecte italien de l'école florentine (° 24 octobre 1556),
- 25 mars : Taddeo Carlone, sculpteur d'origine tessinoise (° 1543),
- 23 avril : Durante Alberti, peintre italien (° 1538),
- 8 juin : Lodovico Cigoli, peintre et architecte italien de l'école florentine (° 21 septembre 1559),
- 19 juillet : Nicolaus van Aelst, graveur et éditeur flamand (° 1526),
- 5 septembre : Louis Poisson, peintre français (° ?)
- 23 novembre : Ventura Salimbeni, peintre et graveur maniériste italien (° 20 janvier 1568),
- Date précise inconnue :
  - Ercole dell'Abate, peintre baroque italien (° 1563),
  - Tosa Mitsuyoshi, peintre japonais (° 1539).
  - Zacharie Normain, sculpteur français, actif à partir de 1583.